# 川崎純平
川崎 純平（かわさき じゅんぺい、1980年3月 - ）は、日本の実業家。株式会社ライトオン代表取締役社長。

## 人物・経歴
茨城県つくば市出身。一橋大学商学部卒業。大学在学中からライトオンでアルバイトをし、2002年ライトオンに入社。販売員や店長、経理、総務を経て、2011年から執行役員経営企画部長として最高情報責任者を務めた。2016年執行役員業務改革室長。2017年取締役経営推進本部長兼業務改革室長兼Eコマース部長。2018年から代表取締役社長兼経営推進本部長を務め、上場以来初の赤字となったことを受け在庫管理の強化などで収益改善にあたった。